# Sica Sica
Sica Sica est une localité du département de La Paz en Bolivie et le chef-lieu de la province d'Aroma. Sa population s'élevait à 3 831 habitants en 2001.